# Eclipse (Journey)
Eclipse (typografisch ook wel Ecl1ps3) is een studioalbum van de Amerikaanse band Journey. De supermarktketen Walmart had de primeur, zij mocht het album drie dagen voor de officiële uitgifte al verkopen. Het album is opgenomen in de Fantasy Studio te Berkeley (Californië) en voor een klein gedeelte in de Blue Loft Country in Nashville.

## Musici
- Neal Schon – gitaar, zang
- Jonathan Cain – toetsinstrumenten, slaggitaar, zang
- Ross Valory – basgitaar, zang
- Deen Castronovo – slagwerk, percussie, zang
- Arnel Pineda – zang

## Muziek
Alle door Schon en Cain, behalve waar aangegeven.

| Nr. | Titel                                         | Duur |
| --- | --------------------------------------------- | ---- |
| 1.  | City of hope                                  | 6:02 |
| 2.  | Edge of the moment                            | 5:27 |
| 3.  | Chain of love                                 | 6:10 |
| 4.  | Tantra                                        | 6:27 |
| 5.  | Anything is possible                          | 5:21 |
| 6.  | Resonate                                      | 5:11 |
| 7.  | She's a mystery (Schon, Cain, Pineda)         | 6:41 |
| 8.  | Human feel                                    | 6:44 |
| 9.  | Ritual                                        | 4:57 |
| 10. | To whom it may concern (Pineda, Schon, Cain,) | 5:15 |
| 11. | Someone                                       | 4:35 |
| 12. | Venus (instrumental) (Schon)                  | 3:34 |

## Hitnotering
Het album haalde in de meeste Westerse landen wel de albumlijsten, maar was vrij snel weer vertrokken. In Journey-land bij uitstek hield het album het zeven weken uit in de plaatselijke albumlijst.

### NederlandseAlbum Top 100
| Hitnotering: 4-6-2011 t/m 24-6-2011 | Hitnotering: 4-6-2011 t/m 24-6-2011 | Hitnotering: 4-6-2011 t/m 24-6-2011 | Hitnotering: 4-6-2011 t/m 24-6-2011 | Hitnotering: 4-6-2011 t/m 24-6-2011 |
| Week:                               | 1                                   | 2                                   | 3                                   |                                     |
| ----------------------------------- | ----------------------------------- | ----------------------------------- | ----------------------------------- | ----------------------------------- |
| Positie:                            | 44                                  | 95                                  | 88                                  | uit                                 |